# Alejandro Rojas-Marcos de la Viesca
Alejandro Rojas-Marcos de la Viesca (Sevilla, 2 de setembre de 1940) és un polític andalusista, alcalde de Sevilla i diputat al Parlament d'Andalusia i al Congrés dels Diputats.

## Biografia
Va estudiar Dret en la Universitat de Sevilla. Després de llicenciar-se el 1962, va prendre la decisió de crear un grup polític clandestí. Els començaments van ser difícils i fins al 1965 no va assolir crear Compromís Polític d'Andalusia. En aquest grup s'integraren Diego de los Santos, Luis Uruñuela, Guillermo Jiménez, Juan Carlos Aguilar i Ángel Tarancón, entre d'altres. En 1966, el Compromís decideix que Rojas Marcos es presenti a les eleccions municipals pel denominat Terç familiar. No obstant això, encara que resulta triat regidor, dimiteix poc després, denunciant les manques democràtiques de la dictadura.
En 1968 participa en la constitució de la Taula Democràtica de Sevilla al costat d'Alfonso Fernández (PSOE), Manuel Benítez Rufo (PCE), Eduardo Saborido (CCOO) i Alfonso de Cossío, independent i catedràtic de Dret Civil de la Universitat de Sevilla, que la presideix. En els anys següents, va ser processat dues vegades pel Tribunal d'Ordre Públic, en 1969 i 1971. En la segona vegada va ser condemnat a dos anys de presó, pena que el TOP va commutar finalment per la de tres anys de bandejament. Aquest mateix any, el Compromís es va transformar en l'Aliança Socialista d'Andalusia.
En 1974, l'Aliança Socialista d'Andalusia participa en París en la constitució de la Junta Democràtica d'Espanya, on Rojas Marcos fou secretari de la seva Comissió Permanent. Després de la mort de Franco i la instauració de la democràcia, va ser diputat del Partit Socialista d'Andalusia (nom que havia adoptat en 1976 l'Aliança Socialista d'Andalusia) per la circumscripció de Cadis entre 1979 i 1982 i entre 1989 i 1991 per la de Sevilla (ja pel partit Andalusista, nou nom de l'anterior PSA). Va ser diputat en el Parlament d'Andalusia entre 1994 i 1996. En 1991 va ser nomenat alcalde de Sevilla, càrrec que ocuparia fins a 1995, gràcies a un pacte entre el Partit Andalusista i el Partit Popular. En funció d'un pacte anàleg, va ocupar el càrrec de Tinent d'Alcalde des de 1995 a 1999, amb Soledad Becerril (PP) com a alcaldessa.
No obstant això, la bona sintonia dels anys precedents es va trencar durant les negociacions per a la reedició del pacte en 1999. Davant això, va pactar amb el PSOE, arribant a presidir la Societat Metro de Sevilla, impulsora del reinici de les obres. El juny de 2004 es va presentar a les eleccions europees com a candidat del Partit Andalusista dintre de la Coalició Europea, no obtenint representació parlamentària. A la fi de 2004 va abandonar tots els seus càrrecs en el Partit Andalusista i es va retirar de la vida política.